# بايارد (نيومكسيكو)
بايارد (بالإنجليزية: Bayard, New Mexico)‏ هي مدينة تقع في الولايات المتحدة في مقاطعة غرانت، نيومكسيكو.  يقدر عدد سكانها بـ 2,534 نسمة ومساحتها 2.3 كم2  وترتفع عن سطح البحر 1,774 متر.

## التركيبة السكانية
حدّد مكتب تعداد الولايات المتحدة بيانات التركيبة السكانية لبايارد في تعداد الولايات المتحدة. في ما يلي، التركيبة السكانية حسب تعدادي 2000 و2010.

### تعداد عام 2000
بلغ عدد سكان بايارد 2,534 نسمة بحسب تعداد عام 2000، وبلغ عدد الأسر 970 أسرة وعدد العائلات 720 عائلة مقيمة في المدينة. في حين سجلت الكثافة السكانية 1,025.9 نسمة لكل كيلومتر مربع (2,657.1/ميل2). وبلغ عدد الوحدات السكنية 1,100 وحدة بمتوسط كثافة قدره 445.3 لكل كيلومتر مربع (1,153.3/ميل2).
وتوزع التركيب العرقي للمدينة بنسبة 65.67% من البيض و0.32% من الأمريكيين الأفارقة و1.66% من الأمريكيين الأصليين و0.04% من الأمريكيين ذوي الأصول الآسيوية و29.04% من الأعراق الأخرى و3.28% من عرقين مختلطين أو أكثر و84.33% من الهسبانيون أو اللاتينيون من أي عرق.
بلغ عدد الأسر 970 أسرة كانت نسبة 40.9% منها لديها أطفال تحت سن الثامنة عشر تعيش معهم، وبلغت نسبة الأزواج القاطنين مع بعضهم البعض 51.1% من أصل المجموع الكلي للأسر، ونسبة 18.5% من الأسر كان لديها معيلات من الإناث دون وجود شريك،  بينما كانت نسبة 4.6% من الأسر لديها معيلون من الذكور دون وجود شريكة وكانت نسبة 25.8% من غير العائلات. تألفت نسبة 23.6% من أصل جميع الأسر من عدة أفراد يعيشون في نفس المنزل ونسبة 13.4% كانت تتألف من شخص يعيش بمفرده يبلغ من العمر 65 عاماً أو أكثر. وبلغ متوسط حجم الأسرة المعيشية 2.61، أما متوسط حجم العائلات فبلغ 3.07.
بلغ العمر الوسطي للسكان 36.8 عاماً. وكانت نسبة 29.2% من القاطنين تحت سن الثامنة عشر، وكانت نسبة 8.5% بين الثامنة عشر والرابعة والعشرين عاماً، ونسبة 22.1% كانت واقعةً في الفئة العمرية ما بين الخامسة والعشرين والرابعة والأربعين عاماً، ونسبة 23.3% كانت ما بين الخامسة والأربعين والرابعة والستين، ونسبة 16.9% كانت ضمن فئة الخامسة والستين عاماً فما فوق. يوجد لكل 100 أنثى 87.4 ذكر، ويوجد لكل 100 أنثى في الثامنة عشر من عمرها فما فوق 83.0 ذكر.
بلغ متوسط دخل الأسرة في المدينة 21,957 دولارًا، أما متوسط دخل العائلة فبلغ 27,632 دولارًا. وكان متوسط دخل الذكور 30,200 دولارًا مقابل 17,132 دولارًا للإناث. وسجل دخل الفرد الخاص بالمدينة 11,066 دولارًا. وكانت نسبة 19.7% من العائلات ونسبة 24.1% من السكان تحت خط الفقر، وكان من هؤلاء نسبة 34.1% تحت سن الثامنة عشر ونسبة 14.3% في الخامسة والستين من العمر وما فوق.

### تعداد عام 2010
بلغ عدد سكان بايارد 2,328 نسمة بحسب تعداد عام 2010، وبلغ عدد الأسر 928 أسرة وعدد العائلات 616 عائلة مقيمة في المدينة. في حين سجلت الكثافة السكانية 942.5 نسمة لكل كيلومتر مربع (2,441.1/ميل2). وبلغ عدد الوحدات السكنية 1,087 وحدة بمتوسط كثافة قدره 440.1 لكل كيلومتر مربع (1,139.9/ميل2).
وتوزع التركيب العرقي للمدينة بنسبة 76.80% من البيض و0.56% من الأمريكيين الأفارقة و2.41% من الأمريكيين الأصليين و0.04% من الأمريكيين ذوي الأصول الآسيوية و15.89% من الأعراق الأخرى و4.30% من عرقين مختلطين أو أكثر و83.12% من الهسبانيون أو اللاتينيون من أي عرق.
بلغ عدد الأسر 928 أسرة كانت نسبة 34.6% منها لديها أطفال تحت سن الثامنة عشر تعيش معهم، وبلغت نسبة الأزواج القاطنين مع بعضهم البعض 41.5% من أصل المجموع الكلي للأسر، ونسبة 18.2% من الأسر كان لديها معيلات من الإناث دون وجود شريك،  بينما كانت نسبة 6.7% من الأسر لديها معيلون من الذكور دون وجود شريكة وكانت نسبة 33.6% من غير العائلات. تألفت نسبة 29% من أصل جميع الأسر من عدة أفراد يعيشون في نفس المنزل ونسبة 13% كانت تتألف من شخص يعيش بمفرده يبلغ من العمر 65 عاماً أو أكثر. وبلغ متوسط حجم الأسرة المعيشية 2.51، أما متوسط حجم العائلات فبلغ 3.09.
بلغ العمر الوسطي للسكان 40.1 عاماً. وكانت نسبة 26.1% من القاطنين تحت سن الثامنة عشر، وكانت نسبة 9% بين الثامنة عشر والرابعة والعشرين عاماً، ونسبة 20.2% كانت واقعةً في الفئة العمرية ما بين الخامسة والعشرين والرابعة والأربعين عاماً، ونسبة 25.9% كانت ما بين الخامسة والأربعين والرابعة والستين، ونسبة 18.8% كانت ضمن فئة الخامسة والستين عاماً فما فوق. وتوزع التركيب الجنسي للسكان بنسبة 47.7% ذكور و52.3% إناث.